# テトリス ザ・グランドマスター エース
『テトリス ザ・グランドマスター エース』（TETRIS THE GRAND MASTER ACE）は、Xbox 360用ゲームソフト。通称TGM-ACE。TGMシリーズでは初の家庭用ゲーム機向けのタイトルである。

## 発売までの経緯
アリカは当初『テトリス ザ・グランドマスター』（TGM）の稼働後、PSに移植するよう計画されていたが、1999年に『テトリス』の版元であるザ・テトリス・カンパニーが「テトリスの商品化は1プラットフォームにつき1社のみとする」方針を発表したことにより、PS版TGMの発売中止を余儀なくされることとなった。
2005年5月13日にアリカは同社のホームページでXbox 360用ソフト『T4』（仮称）の開発を発表する。アリカによればアーケード用TGMシリーズの移植ではない、新作として開発すると発表し、同年12月10日に『テトリス ザ・グランドマスター エース』として発売されることになった。

## ゲーム概要

### 目的
このゲームは他のTGMシリーズと同じレベル制やスコアは持っておらず、基本的にゲームの目的は「レベル15をクリアする」または「課せられたミッションをクリアする」ことになる。

### 制限時間
このゲームには二人用を含む全てのモードに例外なく制限時間が存在し、0になるとゲームオーバーになる。制限時間はレベルが上がるか、ミッションをクリアするとリセットされる。制限時間の長さはモードやレベルによって様々であるが、オフライン用モードでは長めに取られていることが多い。

### 過去のTGMシリーズとの違い
レベルの概念の違い
本作におけるレベルは、従来のテトリスと同様単にテトリミノの落下速度のみを指している。いくらテトリミノを落下させてもレベルが上がることはなく、次のレベルに進む方法は「各レベルで規定ライン（通常は10ライン）以上消す」ことだけである。レベルの最大は15であり、レベル16に到達すると強制的にゲームが終了する。モードによってはスタッフロールが始まるが、このときテトリミノは降ってこない。なので置いたテトリミノが少しずつ、またはすぐに見えなくなるような場面はない。
GRS（段位システム）、得点の概念がない
本作には過去のアーケードのシリーズにあった段位システムや得点の概念はなく、純粋にクリアまでのタイムのみを競う。得点の存在しないテトリスはこのゲームの他にテトリスワールドが存在する。
また、MASTER・SHIRASE（T.A.DEATH）に相当するモードもなく、アーケードのシリーズ作とは全く異なるタイトルとなっている。
クラシックルール（ARS）
本作のクラシックルールは「ARS」という名前になっているが、本作のクラシックルールは世界基準のワールドルール（こちらは「SRS」に改名）に準拠し、回転法則だけが従来通りの仕様になっている。
上ボタンを入力すると即落下と同時に硬直（ハードドロップ）し、下ボタンを入力したまま地面に落ちてもテトリミノは固定しない。またテトリミノの色も世界基準のものになった他、移動・回転ともに128回までだがインフィニティも追加されている。
アップデートを適用すると「ARS2」というルールを使用できるようになる。このルールは上ボタンと下ボタンの役割が過去のTGMシリーズと同じになっているが、それ以外の点はARSと同じ。
ワールドルール（SRS）
クラシックルールに比べると変更点は少ないが、インフィニティの回数は移動・回転ともに128回までに伸びたため、難易度が大幅に低くなった。
下ボタンでの落下速度が遅い
下ボタンを押したときの落下速度が過去のシリーズよりも遅くなっている。
テトリミノの種類の偏り補正の変更
他のガイドライン対応ゲームと同様、最初の7個は必ず7種類のテトリミノ全てがランダムな順番で均一に出現し、次の7個もランダムな順番で均一に出現するという仕組みになっている。ただし、ゲーム開始直後の最初の1個には「Z字形」「S字形」「四角形」が出ないようにするアレンジがなされている。
効果音の追加・変更
テトリミノを回転させたり、移動させたり、壁に当たったりしたときなどに音が鳴るようになった。また、フィールドのほとんどが埋まってピンチになったときのサイレンも変更されている。
テトリミノは画面外から出現する
新しいテトリミノの出現位置がフィールド枠の少し上に変更され、フィールドのほとんどが埋まってしまってもより長く粘ることが可能。
TLS（落下位置表示システム、ゴーストブロック）
今作ではレベルが上がっても消えることはない。

### 他のガイドライン対応ゲームとの違い
T-SpinやBack to Backが存在しない
得点が存在しないためこれらによるボーナスもない。
横移動の速度が速い
過去のTGMシリーズと同様に横移動の速度は高速である。
テトリミノ固定後に空き時間がある
過去のTGMシリーズと同様、速度に応じてテトリミノ固定後に空き時間がある。IRS（先行回転）やIHS（先行ホールド）も使用可能。

## モード

### オフライン用モード
テトリス
メインとなる一人用モード。10ライン消すごとにレベルが上がり、150ライン消すとクリアとなる。各レベルの制限時間は長めに取られており、ある程度の腕前があれば時間切れになることはまず無い。
ノーマル
初心者向けの難易度。12レベル(120ライン)で20Gになる。
ハイスピード1
ノーマルをクリアするかアップデートを適用すると出現。ノーマルの中盤〜後半あたりの落下速度から始まり、20G突入までのレベルが短縮されている。
ハイスピード2
ハイスピード1をクリアするかアップデートを適用すると出現。最初から20Gで、最後まで落下速度が変化しない。Xbox Liveを使用していない場合はこのモードが最後の標準コースとなる。
ビッグ
テトリミノの大きさが4倍になる。落下速度はノーマルと同じ。テトリスロードのビッグロードを完全にクリアするか、アップデートを適用すると出現する。
ダブルス
TA(P)のダブルスとほぼ同等のモード。ただし今作では単なる協力プレーになっており、レベルとライン数が2人で共有である。
マッチ
オフライン（スタンドアロン）での対戦プレイ。相手より先に20ライン以上消すか、相手をゲームオーバーにさせれば勝利。
エキストラ
イレイサー
フィールドに表示された特定の位置でラインを消すことが目的のモード。目的はテトリスワールドのホットラインモードに近い。テトリスロードのトリッキーロードを完全にクリアすると出現する。
レベルスター
規定時間内に一定数のラインを消すモード。テトリスモードに似ているが、レベルアップに必要なライン数がレベルが上がるに連れて増えていく上に、制限時間も後半になるほど少なくなっていく。テトリスロードのグランドロードを完全にクリアすると出現する。
ターゲット
TIのモードの一つ、SAKURAモードをベースとした面クリア型のモード。テトリスロードのスターロードを完全にクリアすると出現する。
アナザー
ハイスピード2と同じく最初から落下速度が20Gのテトリスモードだが、レベルが上がるにつれラインを消したときのアニメーションやテトリミノが固定されるまでの猶予時間が短くなっていく。テトリスロードのアナザーロードを完全にクリアするか、他のオフライン用モードをすべてクリアすると出現する。
TAPのT.A. DEATHモードやTIのSHIRASEモードよりも難易度はやや低いが、それでも最終的な速さを耐えきってクリアするのは困難である。
アナザー2
Xbox Liveを使用している場合における最後のモード。最初からアナザーモードの最高速で始まる最難関のコース。クリアしても何も起こらない。

### Xbox Live用モード
対戦テトリス
Xbox Liveにより、プレイヤー同士での対戦が可能。内容はオフラインモードのマッチと同じ。
昇段審査
段位毎に決まった課題を連続でクリアしていくモード。コース内の課題を全てクリアするとプレイヤーの段位が1つ上がり、次の難易度に挑戦できるようになる。
テトリスロード
昇段審査と同じミッションコースモードだが、課せられる任務の数が圧倒的に多い。5面ごとに最後のラインをダブルで消すように指示があり、成功すれば隠された任務が出現する。その隠された任務をすべてクリアすると、オフラインモードのエキストラに新しいモードが追加される。
タイムアタック
オフラインのテトリスモードをベースに、どれだけ早く150ライン消せるかを競う。難易度はオフラインで出現しているもののうち「ノーマル」「ハイスピード1」「ハイスピード2」「アナザー」の4種類が選べる。